# Hotline Bling
"Hotline Bling"는 캐나다의 힙합 가수 드레이크의 노래이다. 프로듀싱에는 nineteen85가 참여했으며, 빌보드 핫 100차트에서는 2위까지 랭크된 바 있다.

## 뮤직비디오
뮤직비디오는 2015년 10월 19일 애플 뮤직을 통해 처음 발표되었다. 뮤직비디오 안에서의 그가 췄던 특유의 춤은 화제가 되었었고, 수많은 패러디물이 만들어졌다.

## 차트 및 인증
| 차트 (2015)                         | 최고 순위 |
| ----------------------------------- | --------- |
| 오스트레일리아 (ARIA)               | 2         |
| 호주 어반 (ARIA)                    | 2         |
| 오스트리아 (Ö3 오스트리아 탑 40)    | 33        |
| 벨기에 (울트라탑 50 플랑드르)       | 15        |
| 벨기에 어반 (울트라탑 플랑드르)     | 2         |
| 벨기에 (울트라팁 왈로니아)          | 3         |
| 캐나다 (캐나디안 핫 100)            | 3         |
| 체코 (IFPI)                         | 11        |
| 덴마크 (트랙리슨)                   | 5         |
| 핀란드 (수오멘 비랄리넨 리스타)     | 14        |
| 프랑스 (SNEP)                       | 12        |
| 독일 (미디어 컨트롤 AG)             | 21        |
| 헝가리 (싱글 Top 40)                | 19        |
| 아일랜드 (IRMA)                     |           |
| 이스라엘 (미디어 포레스트)          | 3         |
| 이탈리아 (FIMI)                     | 11        |
| 네덜란드 (네덜란드스 탑 40)         | 14        |
| 네덜란드 (싱글 톱 100)              | 6         |
| 뉴질랜드 (Recorded Music NZ)        | 14        |
| 노르웨이 (VG-lista)                 | 11        |
| 스코틀랜드 (오피셜 차트 컴퍼니)     | 12        |
| 슬로바키아 (IFPI)                   | 7         |
| 남아프리카공화국 (EMA)              | 5         |
| 스페인 (푸로무시카에)               | 48        |
| 스웨덴 (스베리예토프리스탄)         | 12        |
| 스위스 (슈바이처 히트파라데)        | 13        |
| 영국 싱글 (오피셜 차트 컴퍼니)      | 3         |
| 영국 알앤비 (오피셜 차트 컴퍼니)    | 1         |
| 미국 빌보드 핫 100                  | 2         |
| 미국 핫 알앤비/힙합 송 (《빌보드》) | 1         |
| 미국 팝 송 (《빌보드》)             | 7         |
| 미국 리드믹 (빌보드)                | 1         |

| 국가                                                                                         | 인증     | 판매량/출하량 |
| -------------------------------------------------------------------------------------------- | -------- | ------------- |
| 오스트레일리아 (ARIA)                                                                        | 플래티넘 | 70,000^       |
| 캐나다 (뮤직 캐나다)                                                                         | 플래티넘 | 0*            |
| 뉴질랜드 (RMNZ)                                                                              | 골드     | 0*            |
| 영국 (BPI)                                                                                   | 실버     | 200,000       |
| *판매량을 기반으로 한 인증 · ^출하량을 기반으로 한 인증 · 판매량+스트리밍을 기반으로 한 인증 |          |               |